# Més enllà de l'aventura del Posidó
Més enllà de l'aventura del Posidó (títol original: Beyond the Poseidon Adventure) és una pel·lícula de catàstrofes estatunidenca estrenada el 1979, dirigida per Irwin Allen. És la continuació de L'aventura del Posidó (1972). Aquest film va tenir un enorme fracàs comercial i de crítica; És l'únic film de catàstrofes d'Allen que no ha tingut nominacions als Premis Oscar.
Ha estat doblada al català.

## Argument
El 1972 una onada gegant tomba el luxós paquebot Posidó enmig de l'oceà, i els pocs supervivents esperen els socors. Aquests arriben per la intermediació de Mike Turner,capità d'un remolcador. Al mateix temps, uns terroristes que havien interceptat la crida de socors del Posidó arriben també per recuperar l'or i el plutoni que té el paquebot. Tot el món s'ha d'afanyar tanmateix, ja que a l'interior del vaixell, l'aigua continua inundant els ponts.

## Repartiment
- Michael Caine: el capità Mike Turner
- Karl Malden: Wilbur Hubbard
- Sally Field: Celeste Whitman
- Telly Savalas: Capità Stefan Svevo
- Peter Boyle: Frank Mazzetti
- Shirley Jones: Gina Rowe
- Angela Cartwright: Theresa Mazzetti
- Jack Warden: Harold Meredith
- Shirley Knight: Hannah Meredith
- Mark Harmon: Larry Simpson
- Veronica Hamel: Suzanne Constantine
- Slim Pickens: Dewey Hopkins
- Paul Picerni: Kurt Doyle
- Ferrandini Raphaël Dean: Castrop

## Versió per la TV
Al muntatge per la televisió, hi ha vint minuts suplementaris per la pel·lícula. Però al DVD, aquestes fitxers suplementaris afegits no han estat publicats. Per contra, hi ha un DVD, edició especial que porta aquestes seqüències suplementàries.

## La continuació abandonada
El director Irwin Allen havia previst una tercera continuació on els supervivents del naufragi contaven la catàstrofe, però en un moment donat, el túnel pel que passen s'esfondra i aquests supervivents han de sortir del túnel, però aquest principi ha estat utilitzat per la pel·lícula de catàstrofes de Rob Cohen titulada Daylight.

## Resultats al Box-Office
Estimat en 25 milions de dòlars de pressupost, la pel·lícula no en va recuperar ni la meitat en la seva explotació al territori americà. Amb El Dia de la fi del món i Airport 80 Concorde, aquest títol està entre els grans fracassos comercials que van posar fi a la vena "catàstrofe" dels anys 1970.